# Kernenergiecentrale Kashiwazaki-Kariwa
De kerncentrale Kashiwazaki-Kariwa (Japans: 柏崎刈羽原子力発電所, Kashiwazaki-Kariwa genshiryoku hatsudensho) is de grootste kerncentrale ter wereld en is gevestigd tussen de stad Kashiwazaki en het dorp Kariwa in de prefectuur Niigata op het eiland Honshu in Japan.
Kashiwazaki-Kariwa is met een vermogen van 8.212 megawatt (MW) de op drie na grootste elektriciteitscentrale, met enkel waterkrachtcentrales in de top drie. De centrale is eigendom van Tokyo Electric Power Company (TEPCO).
De centrale produceerde ooit in één jaar 60,5 terawattuur, het equivalent van stroomvoorziening voor 16 miljoen Japanse huishoudens, een derde van het totaal. Vijf van de zeven reactoren zijn van het type kokendwaterreactor en twee van een meer geavanceerde type (Advanced Boiling Water Reactor). De zeven reactoren zijn opeenvolgend in gebruik genomen vanaf september 1985 tot juli 1997.

## Aardbeving 2007
Op maandag 16 juli 2007 vond er een aardbeving met een kracht van 6,8 op de schaal van Richter plaats, aangeduid als de Niigata-Chūetsu-aardbeving naar de prefectuur Niigata. Deze aardbeving trof Kashiwazaki en de kerncentrale, met een aantal gevolgen voor de kerncentrale.

### Directe gevolgen
Tijdens de aardbeving waren drie van zeven reactoren buiten bedrijf voor periodieke inspectie, één reactor verkeerde nog in subkritische opstartfase en drie reactoren waren in vol bedrijf. De actieve reactoren werden inactief en gingen de afkoelprocedure in naar aanleiding van de aardbeving.
De gevolgen van deze aardbeving op korte termijn voor de kerncentrale waren:

- een brand in een transformator, veroorzaakt door een verticale scheur, die binnen twee uur geblust werd

- diverse meldingen van veiligheidsrisico's

- lekkage op vier plekken van relatief beperkt radioactief materiaal qua intensiteit en hoeveelheid:
1) 0,6 liter licht radioactief water van de derde verdieping van reactor 6, die 280 becquerel (Bq) radioactiviteit bevatte
2) 0,9 liter licht radioactief water van de binnenzijde derde verdieping van reactor 6, met 16.000 Bq radioactiviteit
3) 1,3 kubieke meter (=1300 liter) uit het splijtstofbassin van reactor 6 voor gebruikte kernbrandstof, met 80 Bq/l verdween hier 90.000 Bq via een rioolbuis in de Japanse Zee
4) een niet-afgesloten uitlaatklep bij reactor 7 zorgde ervoor dat in totaal 402.000.000 Bq radioactief jodium in de buitenlucht verdampte, wat bij een inspectie door een ambtenaar twee dagen na de aardbeving werd ontdekt. Een Japanse politicus, Yasuhisa Shiozaki, gaf aan dat hier de procedure niet correct was gevolgd, omdat deze klep afgesloten had moeten worden.
Vanwege de schade werd de kerncentrale toen voor onbepaalde tijd gesloten.
Het Internationaal Atoomenergie Agentschap (IAEA) bood aan om de kerncentrale aan een inspectie te onderwerpen, hetgeen aanvankelijk werd afgewezen. De gouverneur van de Niigata-prefectuur diende daarop een petitie in bij de toenmalige premier Shinzo Abe. Op zondag 22 juli kondigde de Nuclear and Industrial Safety Agency (NISA) aan dat het de inspecteurs van Verenigde Naties alsnog zou toestaan om de door de aardbeving ontstane schade te onderzoeken.

### Tijdelijke sluiting en herstart
Na 16 maanden uitgebreide beoordeling en modernisering van alle zeven reactoren werd een begin gemaakt met de voorbereidingen voor daadwerkelijke herstart. Hierbij heeft reactor 7 een volledige modernisering gekregen om beter te kunnen reageren op aardbevingen, met oog op nieuwe aardbevingen. Op 8 november 2008 werden de eerste splijtstofstaven in reactor 7 geplaatst, daarmee een fase voor veiligheidstesten inleidend. Op 19 februari 2009 vroeg TEPCO de lokale overheid om toestemming voor herstart van reactor 7, nadat de landelijke overheid en betrokken instanties deze had gegeven. Deze toestemming werd in mei 2009 verleend en vanaf 19 mei werd elektriciteit aan het Japanse net geleverd door de reactor 7 die op 20% van zijn vermogen draaide. Op 5 juni 2009 werd dit percentage opgevoerd naar 100% als onderdeel van een serie testen die bij het herstarten hoorde.
Reactor 6 herstartte op 26 augustus 2009 en leverde opnieuw aan het net per 31 augustus 2009.
Reactor 1 startte opnieuw op 31 mei 2010 na eerder dat jaar van de splijtstofstaven voorzien te zijn, samen met reactor 5, en leverde vanaf 6 juni 2010 weer aan het net.
Reactor 5 hervatte leveringen aan het net op 26 november 2010, in dezelfde week als de plaatsing van splijtstofstaven in reactor 3.
De drie overige reactoren – 2, 3 en 4 – waren nog niet opgestart op het moment dat de zeebeving bij Sendai in maart 2011 plaatsvond.

### Zeebeving 2011 en stillegging
De zeebeving bij Sendai en tsunami van maart 2011, die met name de kerncentrale Fukushima-Daiichi trof, had vanwege de beperkte trillingen op grotere afstand tot het epicentrum geen consequenties voor Kashiwazaki-Kariwa. TEPCO voerde in september 2011 een stress-test uit op twee van de zeven reactoren naar aanleiding van de kernramp van Fukushima. Bij deze test wordt met behulp van een simulatieprogramma de veiligheid van de reactoren bij aardbevingen en tsunami's aangetoond.
Uit voorzorg gaven de lokale overheden geen toestemming voor een herstart van een reactor na stillegging voor periodieke inspectie, wat concreet betekende dat de vier actieve reactoren een voor een stilgelegd werden voor een langere periode. Hirohiko Izumida, de gouverneur van de prefectuur Niigata, gaf aan het besluit tot herstarten niet te kunnen nemen, zolang de gebeurtenissen rond de kerncentrale Fukushima niet voldoende waren onderzocht.
Reactor 5 werd op 25 januari 2012 afgeschakeld van het net, voor geplande inspectie. Reactor 6 volgde in maart van dat jaar waarna alle zeventien reactoren van TEPCO stillagen.

### Gesprekken over herstart
Voor een herstart van een reactor is toestemming nodig van zowel de Nuclear Regulation Authority (NRA) als de lokale gouverneur, in dit geval Hirohiko Izumida, van de prefectuur Niigata.
TEPCO heeft de voor de herstart van reactoren 6 en 7 noodzakelijke veiligheidsinspectie bij NRA aangevraagd op 15 oktober 2013.

### Financiële achtergrond
Medio november 2013 gaf TEPCO aan dat de reactoren mogelijk in april, juli of oktober 2014 weer in bedrijf zouden kunnen worden gesteld en mede daarmee in 2014 weer winstgevend konden worden. De interne bezuinigingen en verhoging van het elektriciteitsprijs zouden daar ook aan bijdragen. Met dit vooruitzicht kon TEPCO medio 2013 een lening van 500 miljard yen (5 miljard US dollar) krijgen van een consortium waarin ook drie grote Japanse banken zitten.
In geval van herstart van de reactoren 6 en 7 zou TEPCO jaarlijks tot 200 miljard yen besparen op de kosten voor het in bedrijf houden van niet-nucleaire thermische centrales, in het bijzonder de uitgaven aan te importeren fossiele brandstoffen. De Japanse overheid heeft er verder belang bij dat TEPCO weer verdient aan de kerncentrales, om zo schadeloosstelling van de slachtoffers (tot 16 biljoen yen) en de situatie bij Fukushima te herstellen conform gemaakte afspraken. Daarbij is de financiële positie van TEPCO anno 2018 aangetast door de uitgaven aan het veilig maken de beschadigde Fukushima-centrale 1 in de periode 2011-2018. Een daadwerkelijke herstart stuit vooralsnog op verzet van de lokale gouverneur.
Fugen ·
Fukushima I ·
Fukushima II ·
Genkai ·
Hamaoka ·
Higashidōri ·
Ikata ·
JPDR ·
Kashiwazaki-Kariwa ·
Mihama ·
Monju ·
Oi ·
Oma ·
Onagawa ·
Sendai ·
Shika ·
Shimane ·
Takahama ·
Tokai ·
Tomari ·
Tsuruga